# Discovery Bay (California)
Discovery Bay es un lugar designado por el censo ubicado en el condado de Contra Costa en el estado estadounidense de California. En el año 2000 tenía una población de 3,357 habitantes y una densidad poblacional de 2,238 personas por km².

## Geografía
Discovery Bay se encuentra ubicado en las coordenadas 37°54′N 121°35′O / 37.900, -121.583. Según la Oficina del Censo, la ciudad tiene un área total de 23,6 km² (9,1 mi²), de la cual 20,9 km² (8,1 mi²) es tierra y 2,07 km² (0,8 mi²) (11.60%) es agua.

## Demografía
Según la Oficina del Censo en 2000 los ingresos medios por hogar en la localidad eran de $89,915, y los ingresos medios por familia eran $90,272. Los hombres tenían unos ingresos medios de $66,121 frente a los $41,850 para las mujeres. La renta per cápita para la localidad era de $41,313. Alrededor del 3.3% de la población estaban por debajo del umbral de pobreza.